# Karsai László (labdarúgó)
Karsai László (Budapest, 1947. december 5. –) válogatott labdarúgó, középpályás.

## Pályafutása

### A válogatottban
1970 és 1974 között nyolc alkalommal szerepelt a válogatottban és egy gólt szerzett. Háromszoros olimpiai válogatott (1979–80, 1 gól), tízszeres ifjúsági válogatott (1964–65, 1 gól), egyszeres utánpótlás válogatott (1971, 1 gól), egyszeres B-válogatott (1972), 11-szeres egyéb válogatott (1971–80). Játékos-pályafutását, követően egy ideig NB II-es játékvezetőként is tevékenykedett.

### Edzőként
1994 őszén a Szabadbattyán megye II-es csapatának lett az edzője.

## Sikerei, díjai
- Magyar bajnokság
  - 2.: 1975–76

## Statisztika

### Mérkőzései a válogatottban
| Magyarország | Magyarország         | Magyarország                   | Magyarország | Magyarország | Magyarország  | Magyarország       | Magyarország | Magyarország |
| #            | Dátum                | Helyszín                       | Hazai        | Eredmény     | Vendég        | Kiírás             | Gólok        | Esemény      |
| ------------ | -------------------- | ------------------------------ | ------------ | ------------ | ------------- | ------------------ | ------------ | ------------ |
| 1.           | 1970. április 12.    | Belgrád, JNA stadion           | Jugoszlávia  | 2 – 2        | Magyarország  | barátságos         | -            | 46'          |
| 2.           | 1970. május 2.       | Budapest, Népstadion           | Magyarország | 2 – 0        | Lengyelország | barátságos         | 1            | 80'          |
| 3.           | 1970. május 16.      | Budapest, Népstadion           | Magyarország | 1 – 2        | Svédország    | barátságos         | -            |              |
| 4.           | 1970. szeptember 9.  | Nürnberg, Frankenstadion       | NSZK         | 3 – 1        | Magyarország  | barátságos         | -            |              |
| 5.           | 1970. szeptember 27. | Budapest, Népstadion           | Magyarország | 1 – 1        | Ausztria      | barátságos         | -            | 46'          |
| 6.           | 1971. április 24.    | Budapest, Népstadion           | Magyarország | 1 – 1        | Franciaország | Eb-selejtező       | -            | 53'          |
| 7.           | 1971. május 19.      | Szófia, Levszki-stadion        | Bulgária     | 3 – 0        | Magyarország  | Eb-selejtező       | -            | 46'          |
| 8.           | 1974. szeptember 28. | Bécs, Práter stadion           | Ausztria     | 1 – 0        | Magyarország  | barátságos         | -            |              |
|              | 1979. november 14.   | Miskolc-Diósgyőr, DVTK-stadion | Magyarország | 2 – 0        | Lengyelország | olimpiai selejtező | -            | 76'          |
|              | 1979. november 24.   | Miskolc-Diósgyőr, DVTK-stadion | Magyarország | 3 – 0        | Csehszlovákia | olimpiai selejtező | -            | 25' 77'      |
|              | Összesen             |                                |              | 8            | mérkőzés      |                    | 1            | gól          |